# Coelichneumon cyaniventris
Coelichneumon cyaniventris är en stekelart som först beskrevs av Wesmael 1859.  Coelichneumon cyaniventris ingår i släktet Coelichneumon och familjen brokparasitsteklar. Inga underarter finns listade i Catalogue of Life.